# Alatskivi jõgi
Alatskivi jõgi är ett vattendrag i östra Estland. Det ligger i Peipsiääre kommun i landskapet Tartumaa. Alatskivi jõgi rinner igenom småköpingen Alatskivi och mynnar i sjön Peipus. Den är 16 km lång.